# Myadestes myadestinus
Solitário-kamao ou tordo-grande-de-kauai (Myadestes myadestinus) é uma espécie extinta de ave passeriforme que era endêmica do Havaí. Foi descrita cientificamente por Leonhard Hess Stejneger em 1887.